# Peristylus bulleyi
Peristylus bulleyi är en orkidéart som först beskrevs av Robert Allen Rolfe, och fick sitt nu gällande namn av Kai Yung Lang. Peristylus bulleyi ingår i släktet Peristylus och familjen orkidéer. Inga underarter finns listade i Catalogue of Life.